# Sathrophyllia cristata
Sathrophyllia cristata är en insektsart som beskrevs av Max Beier 1954. Sathrophyllia cristata ingår i släktet Sathrophyllia och familjen vårtbitare. Inga underarter finns listade i Catalogue of Life.